# Aswali
Aswali – wieś w Indiach położona w stanie Maharasztra, w dystrykcie Thane, w tehsilu Dahanu.
Według spisu ludności Indii z 2011 roku, w Aswali znajdują się 384 gospodarstwa domowe, które zamieszkuje 2165 osób.